# Šilheřovice
Šilheřovice (in polacco Szylerzowice, in tedesco Schillersdorf) è un comune della Repubblica Ceca facente parte del distretto di Opava, nella regione della Moravia-Slesia.